# Red Bull Powertrains
Red Bull Powertrains (forkortet RBPT) er en østrigsk producent af motorer for Formel 1, ejet af den østrigske Red Bull GmbH. 
Firmaet blev grundlagt i 2021 for at overtage operationen af Formel 1-kraftenheder oprettet af Honda fra 2022 og fremadrettet efter producenten tilbagetrækning i 2021 fra motorsportserien. 
Honda fortsat med at støtte Red Bull-ejet holdene fra 2022 indtil 2025.
Red Bull Powertrains vil tage det fulde ansvar for motorforsyning og drift fra 2026, når virksomheden bliver omdøbt til Red Bull Ford Powertrains efter en partnerskab med Ford.